# Cricco

Cricco con becco (a) e ruota dentata (b)

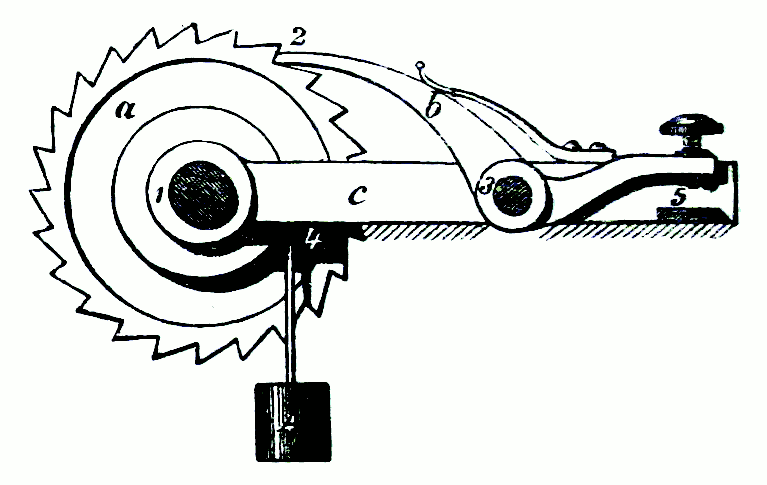
Cricco con sistema di svincolo; ruota dentata (a), dente di tenuta (b), meccanismo di svincolo (5)

Un cricco o cricchetto è un dispositivo meccanico costituito da una ruota dentata e un becco o dente complanare che consente il movimento in un solo senso, a meno di un certo gioco legato alla distanza fra i denti.

## Realizzazione
I denti della ruota sono asimmetrici e angolati in modo che nella direzione di scorrimento ci sia poco attrito con il becco, e viceversa, nella direzione di blocco, il dente si accoppia con il becco per creare una superficie ampia di opposizione al movimento della ruota.
Il becco può ruotare su un perno, o essere costituito da materiale elastico.
Nelle realizzazioni più semplici di questo meccanismo, in cui l'orientamento delle parti è fissato a priori, un becco rigido e imperniato può sfruttare la forza di gravità per portarsi nella posizione di blocco. Oltre al vincolo sull'orientamento, questa soluzione può avere dei limiti in termini di velocità di intervento del becco, dettati dalla massa del becco e dall'ampiezza dell'angolo di rotazione libera.
Solitamente il becco striscia sulla ruota dentata grazie ad una forza elastica, che può essere esterna al becco (una molla) o intrinseca nella sua costruzione, come nel caso di una lamella di materiale elastico.

## Applicazioni
Questo meccanismo viene applicato nello scappamento degli orologi, nella chiave e cacciavite a cricchetto, nei tornelli, nel tenditore a cricchetto, nella fascetta stringicavo, nelle chiavi a bussola, in alcuni verricelli e argani.